# Свиница Крстињска
Свиница Крстињска је насељено место на Кордуну, у саставу општине Војнић, Карловачка жупанија, Република Хрватска.

## Историја
Свиница Крстињска се од распада Југославије до августа 1995. године налазила у Републици Српској Крајини.

## Становништво
Свиница Крстињска је према попису из 2011. године имала 253 становника.

### Број становника по пописима
| Националност   | 2001. | 1991. | 1981. | 1971. | 1961. | 1953. | 1948. | 1931. | 1921. | 1910. | 1900. | 1890. | 1880. | 1869. | 1857. |
| бр. становника | 322   | 448   | 316   | 318   | 335   | 334   | 279   | 468   | 416   | 446   | 457   | 391   | 388   | 430   | 376   |

- напомене:

До 1900. исказивано под именом Свиница.

### Национални састав
Данас у селу већину имају Бошњаци (Муслимани), који су почели да се досељавају после Другог светског рата из аграрно пренасељене Цазинске Крајине у суседној Босни. По попису из 2001. године већинско становништво су Муслимани, који су се изјаснили већином као „остали“ и Бошњаци.
| Националност       | 2001.        | 1991.        | 1981.        | 1971.        | 1961.        |
| Срби               | 56 (17,39%)  | 221 (49,33%) | 216 (68,35%) | 263 (82,70%) | 331 (98,80%) |
| Хрвати             | 21 (6,52%)   | 7 (1,56%)    | 2 (0,63%)    | 2 (0,62%)    | 4 (1,19%)    |
| Југословени        | 0            | 12 (2,67%)   | 0            | 0            | 0            |
| остали и непознато | 245 (76,08%) | 208 (46,42%) | 98 (31,01%)  | 53 (16,66%)  | 0            |
| Укупно             | 322          | 448          | 316          | 318          | 335          |

## Попис 1991.
На попису становништва 1991. године, насељено место Свиница Крстињска је имало 448 становника, следећег националног састава:
| Попис 1991.‍  | Попис 1991.‍  | Попис 1991.‍ | Попис 1991.‍ | Попис 1991.‍ |
| ------------ | ------------ | ----------- | ----------- | ----------- |
|              |              |             |             |             |
| Срби         | Срби         |             | 221         | 49,33%      |
| Муслимани    | Муслимани    |             | 178         | 39,73%      |
| Југословени  | Југословени  |             | 12          | 2,67%       |
| Хрвати       | Хрвати       |             | 7           | 1,56%       |
| Црногорци    | Црногорци    |             | 2           | 0,44%       |
| Руси         | Руси         |             | 1           | 0,22%       |
| остали       | остали       |             | 3           | 0,66%       |
| неопредељени | неопредељени |             | 8           | 1,78%       |
| регион. опр. | регион. опр. |             | 16          | 3,57%       |
| укупно: 448  |              |             |             |             |